# Éver Banega
Éver Maximiliano David Banega (sinh ngày 29 tháng 6 năm 1988) là một cầu thủ bóng đá chuyên nghiệp người Argentina, hiện đang chơi cho câu lạc bộ Al Shabab ở vị trí tiền vệ trung tâm. Anh bắt đầu sự nghiệp của mình tại Boca Juniors, và chơi cho Valencia vào năm 2008. Sinh ra tại Rosario, Santa Fe, Banega bắt đầu sự nghiệp của mình với Boca Juniors, sau khi Fernando Gago chuyển đến Real Madrid vào tháng 1 năm 2007, thì anh ấy đã chơi thế tốt vị trí của Gago để lại. Ngày 5 tháng 1 năm 2008, Banega đến Tây Ban Nha và chơi cho Valencia CF trong một bản hợp đồng 20 triệu bảng. Sau đó anh được cho mượn đến câu lạc bộ Atlético Madrid trong mùa giải 2008-2009. Vào ngày 31 tháng 1 năm 2014 Banega được cho mượn đến Newell's Old Boys quê hương của anh trong mùa giải 2013-2014. Anh cũng tham dự đội U20 Argentine, nhưng không được triệu tập tham dự Cúp bóng đá thế giới năm 2010 ở Nam Phi dưới thời của Diego Maradona. Năm 2014, anh được triệu tập vào đội tuyển quốc gia tham dự World Cup 2014 tại Brasil

### Bàn thắng quốc tế
| # | Ngày                 | Địa điểm                                           | Đối thủ   | Bàn thắng | Kết quả | Giải đấu                 |
| - | -------------------- | -------------------------------------------------- | --------- | --------- | ------- | ------------------------ |
| 1 | 26 tháng 3 năm 2013  | Sân vận động Hernando Siles, La Paz, Bolivia       | Bolivia   | 1–1       | 1–1     | Vòng loại World Cup 2014 |
| 2 | 14 tháng 8 năm 2013  | Sân vận động Olimpico, Rome, Ý                     | Ý         | 2–0       | 2–1     | Giao hữu                 |
| 3 | 14 tháng 10 năm 2014 | Sân vận động Hồng Kông, So Kon Po, Hồng Kông       | Hồng Kông | 1–0       | 7–0     | Giao hữu                 |
| 4 | 6 tháng 6 năm 2016   | Sân vận động Levi's, Santa Clara, Hoa Kỳ           | Chile     | 2–0       | 2–1     | Copa América Centenario  |
| 5 | 14 tháng 11 năm 2017 | Sân vận động Krasnodar, Krasnodar, Nga             | Nigeria   | 1–0       | 2–4     | Giao hữu                 |
| 6 | 27 tháng 3 năm 2018  | Sân vận động Thành phố Manchester, Manchester, Anh | Ý         | 1–0       | 1–0     | Giao hữu                 |

## Thống kê sự nghiệp

### Câu lạc bộ
Tính đến 4 tháng 5 năm 2018
| Câu lạc bộ          | Mùa giải               | Giải đấu               | Giải đấu | Giải đấu | Cúp quốc gia | Cúp quốc gia | Châu lục | Châu lục | Khác | Khác | Tổng cộng | Tổng cộng |
| Câu lạc bộ          | Mùa giải               | Hạng                   | Trận     | Bàn      | Trận         | Bàn          | Trận     | Bàn      | Trận | Bàn  | Trận      | Bàn       |
| ------------------- | ---------------------- | ---------------------- | -------- | -------- | ------------ | ------------ | -------- | -------- | ---- | ---- | --------- | --------- |
| Boca Juniors        | 2006–07                | Primera División       | 14       | 0        | -            | -            | 14       | -        | -    | -    | 28        | 0         |
| Boca Juniors        | 2007–08                | Primera División       | 14       | 0        | -            | -            | -        | -        | 2    | -    | 16        | 0         |
| Boca Juniors        | Tổng cộng Boca Juniors | Tổng cộng Boca Juniors | 28       | 0        | -            | -            | 14       | 0        | 2    | 0    | 44        | 0         |
| Valencia            | 2007–08                | La Liga                | 12       | 0        | 2            | 0            | 0        | 0        | 0    | 0    | 14        | 0         |
| Atlético Madrid     | 2008–09                | La Liga                | 24       | 1        | 4            | 0            | 3        | 0        | 0    | 0    | 31        | 1         |
| Valencia            | 2009–10                | La Liga                | 36       | 2        | 2            | 0            | 9        | 0        | 0    | 0    | 47        | 2         |
| Valencia            | 2010–11                | La Liga                | 28       | 2        | 2            | 1            | 4        | 0        | 0    | 0    | 34        | 3         |
| Valencia            | 2011–12                | La Liga                | 13       | 0        | 8            | 1            | 4        | 0        | 0    | 0    | 25        | 1         |
| Valencia            | 2012–13                | La Liga                | 29       | 4        | 6            | 0            | 5        | 0        | 0    | 0    | 40        | 4         |
| Valencia            | 2013–14                | La Liga                | 15       | 1        | 0            | 0            | 1        | 0        | 0    | 0    | 16        | 1         |
| Valencia            | Tổng cộng Valencia     | Tổng cộng Valencia     | 121      | 10       | 18           | 2            | 23       | 0        | 0    | 0    | 162       | 12        |
| Newell's Old Boys   | 2013–14                | Primera División       | 13       | 1        | 0            | 0            | 6        | 0        | 0    | 0    | 19        | 1         |
| Newell's Old Boys   | Tổng cộng Newell's     | Tổng cộng Newell's     | 13       | 1        | 0            | 0            | 6        | 0        | 0    | 0    | 19        | 1         |
| Sevilla             | 2014–15                | La Liga                | 34       | 3        | 3            | 0            | 12       | 0        | 0    | 0    | 49        | 3         |
| Sevilla             | 2015–16                | La Liga                | 25       | 5        | 6            | 2            | 12       | 2        | 0    | 0    | 43        | 9         |
| Internazionale      | 2016–17                | Serie A                | 28       | 6        | 1            | 0            | 4        | 0        | 0    | 0    | 33        | 6         |
| Sevilla             | 2017–18                | La Liga                | 30       | 3        | 8            | 1            | 11       | 1        | 0    | 0    | 49        | 4         |
| Sevilla             | Tổng cộng Sevilla      | Tổng cộng Sevilla      | 89       | 11       | 17           | 4            | 35       | 2        | 0    | 0    | 141       | 17        |
| Tổng cộng sự nghiệp | Tổng cộng sự nghiệp    | Tổng cộng sự nghiệp    | 315      | 28       | 42           | 4            | 85       | 2        | 2    | 0    | 444       | 34        |